# Галача
Галача (азерб. Qalaça) або Шаміль-кала (азерб. Şamilqala) — кругла вежа, розташована біля селища Іліс Ґахського району Азербайджану. Вежа була побудована на початку XIX століття під час просування російських військ у гори . Згідно з розпорядженням Кабінету Міністрів Азербайджанської Республіки «Про історичні та культурні пам'ятки» ця вежа є пам'яткою архітектури місцевого значення .

## Історія споруди
До початку XIX століття султани Іліс були незадоволені владою джарців та прагнули перервати своє васальства від Джара. У зв'язку з цим правитель Ілісуйського султанату Ахмед-хан побажав увести до своїх володінь російські війська і побудувати фортецю. У цей період і була побудована вежа, названа місцевим населенням «Галача», а також дві великі російські фортеці на території султанства  .
У підсумку російські військовики підтримували султана, посиливши тим самим його владу, що було вигідно в противагу Джарському суспільству  .

## Архітектура і розташування
Вежа розташована на горі Езлідаг, на гірському хребті, з якого оглядається як саме селище Іліс, так і вся округа. Гарна оглядовість величезного простору говорить про те, що вежа виконувала функцію спостережного пункту. Зручне розташування на місцевості робило вежу прикритою самою природою, що, в свою чергу, робило її практично неприступною  .
У плані вежа кругла з діаметром 9,2 метра. Вона складається з двох ярусів і має рушничні і гарматні амбразури, призначені для стрільби з сильним ухилом донизу, завдяки чому була можливість обстрілювати круті схили гори на підходах до башти. В ході будівництва вежі використовувався великий досвід військових інженерів російської армії  .
Зовнішній периметр вежі в першому ярусі розділений на 24 частини. Одну з цих частин займає вхідний отвір шириною 1,55 м. Зі східного боку в цей отвір під постійним ухилом веде крута дорога шириною 2-З метри. Амбразури розташовані на висоті 1,30 м від землі і спрямовані перпендикулярно до площин фасадів. Частини стін з амбразурами мають великий ухил всередину фортеці, завдяки чому на рівні обхідний майданчика другого ярусу утворюються бійниці, розраховані для ведення вогню стоячи  .